# Contact Rooms-Katholieken
De Stichting Bevordering Contact Rooms Katholieken (CRK) is een Nederlandse katholieke vereniging die zich ten doel stelt katholieken met elkaar in contact te brengen en een bijdrage wil leveren aan het maatschappelijk debat over de rol van de Kerk in de samenleving. Deze vereniging organiseert een jaarlijks symposium en een jaarlijkse lezing. 
Het CRK heeft steeds de band met de wereldkerk benadrukt, naast contact tussen katholieken onderling en tussen katholieken en hun bisschoppen.
Het CRK stond jarenlang onder leiding van voorzitter Nelly Stienstra.